# كازا دا موزيكا
كازا دا موزيكا هي قاعة حفلات تقع في مدينة بورتو، البرتغال.المبنى من تصميم المعماري ريم كولهاس، أفتتح المبنى في 14 أبريل 2005.